# Salvar a los delfines
Salvar a los delfines es una obra de teatro, de Santiago Moncada, estrenada en 1979.

## Argumento
Un matrimonio separado desde hace siete años, se reencuentra con motivo de la boda de la hija común. Ella ha rehecho su vida con otro hombre. La obra desarrolla situaciones equívocas y anecdóticas entre este triángulo al que se unen la hija y su prometido, un taliandés que aspira a marchar a las Islas Feroe para salvar delfines.

## Representaciones destacadas
- Teatro Infanta Isabel, Madrid, 12 de septiembre de 1979. 
  - Dirección: José Luis Alonso
  - Intérpretes: Amparo Rivelles, Ángel Picazo, Cristina Galbó, Víctor Valverde, Kunio Kobayahi.

- Teatro Imperial, Sevilla, 1995. 
  - Dirección: Diego Serrano
  - Intérpretes: Elisa Ramírez.